# Scarus dimidiatus
Scarus dimidiatus är en fiskart som beskrevs av Bleeker, 1859. Scarus dimidiatus ingår i släktet Scarus och familjen Scaridae. IUCN kategoriserar arten globalt som livskraftig. Inga underarter finns listade i Catalogue of Life.